# 蒙蒂尼勒布勒托讷
蒙蒂尼勒布勒托讷（法語：Montigny-le-Bretonneux，法語發音：[mɔ̃tiɲi lə bʁətɔnø] ⓘ）是法国伊夫林省的一个市镇，位于该省东部，属于凡尔赛区。蒙蒂尼勒布勒托讷是法国国家新城伊夫林地区圣康坦（Saint-Quentin-en-Yvelines）的一部分。

## 地理
蒙蒂尼勒布勒托讷（48°46'14"N, 2°1'57"E）面积11.65 平方千米，位于法国法蘭西島大區伊夫林省，该省份为法国北部省份，北起瓦兹河谷省，西接厄尔省，西南接厄尔-卢瓦省，东南接埃松省，东临上塞纳省。
与蒙蒂尼勒布勒托讷接壤的市镇（或旧市镇、城区）包括：布瓦达尔西、吉扬库尔、马尼莱阿莫、圣西尔莱科勒、特拉普、瓦桑勒布勒托讷。
蒙蒂尼勒布勒托讷的时区为UTC+01:00、UTC+02:00（夏令时）。

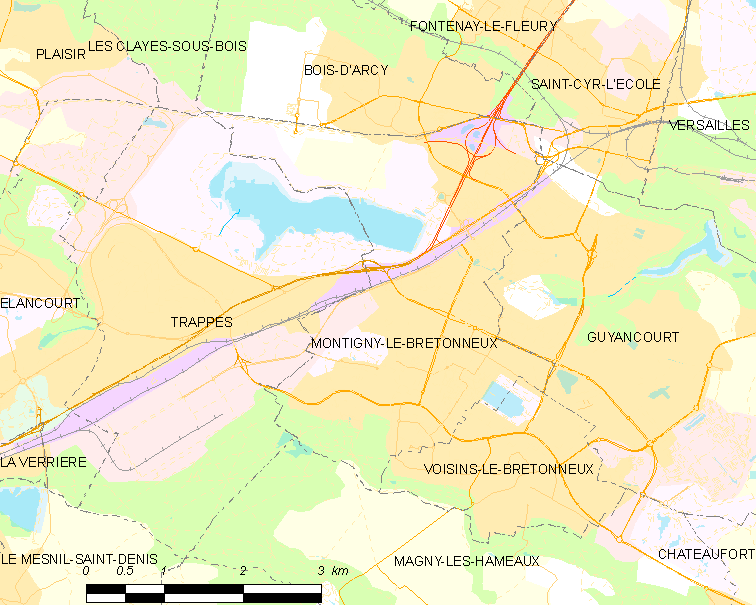
蒙蒂尼勒布勒托讷的OSM定位图

## 行政
蒙蒂尼勒布勒托讷的邮政编码为78180，INSEE市镇编码为78423。

## 政治
蒙蒂尼勒布勒托讷所属的省级选区为蒙蒂尼勒布勒托讷县。

## 人口

蒙蒂尼勒布勒托讷1962-2008年间人口变化图示

蒙蒂尼勒布勒托讷于2022年1月1日时的人口数量为32150人。

## 友好城市
- 德国基尔斯珀
- 羅馬尼亞伦卡乡
- 爱尔兰威克洛
- 西班牙圣费尔南多
- 義大利马罗斯蒂卡